# デーブ・ヒルトン (野球)
ジョン・デビッド・ヒルトン（John David "Dave" Hilton, 1950年9月15日 - 2017年9月17日）は、アメリカ合衆国テキサス州ユバルデ郡ユバルデ出身のプロ野球選手（内野手）。右投右打。

## 経歴
1971年1月のMLBドラフト1巡目（全体1位）でサンディエゴ・パドレスにで指名され契約。
1972年9月10日の対アトランタ・ブレーブス戦（サンディエゴ・スタジアム）で、7番・三塁手として先発出場しメジャーデビューを果たし、5回裏にロン・リードからセンター前にメジャー初安打を放った。
1976年オフに金銭トレードで、ジョン・スコットらと共に新球団トロント・ブルージェイズへ移籍した。その後、クリーブランド・インディアンスへ移籍したが、メジャー昇格は果たせなかった。
1978年に春季キャンプでヤクルトスワローズのテストを受けて合格し、入団。主に1番を打ち、開幕から首位打者を争うほど高い打率を残し、ヤクルトの球団創設初優勝、そして日本一に貢献。初回先頭打者本塁打シーズン8本は2007年に高橋由伸が9本を記録するまで史上最多記録だった（右打者としては1986年の石毛宏典･1999年の緒方孝市と並び最多タイ記録）。
背中を屈めた極端なクラウチングスタイルの打撃フォームが特徴の選手だった。常に全力疾走するなど気迫あふれるプレーを見せた。守備面ではスローイングに難があり、当初のポジションは遊撃手だったがシーズン途中で二塁手にコンバートされている。
1978年の阪急ブレーブスとの日本シリーズの第4戦、4-5とリードされた9回表2アウト一塁の場面で、今井雄太郎から逆転2ランを放った。これは、シリーズの流れを変えた本塁打と絶賛され、同年の日本シリーズのハイライトの一つに挙げられる。
1979年は成績が低迷してオフに自由契約となるが、阪神タイガース監督のドン・ブレイザーが獲得を希望し入団する。しかし、阪神には1979年のドラフト会議で大阪出身の早稲田大学・岡田彰布が指名を受けて入団しており、ファンは岡田の起用を強く望んでいた。
1980年のシーズン開幕後から、ブレイザーはヒルトンを起用するが、ブレイザーは岡田の起用を望むファンやマスコミから総攻撃を受け、ヒルトンもそのあおりを受けて打席に立つたびに岡田コールやヤジを浴びせられることとなる。結局、ヒルトンは打撃不振でシーズン途中の5月10日に解雇され、ブレイザーも5月15日に解任された。
帰国後は1980年シーズン途中から1982年までピッツバーグ・パイレーツ傘下（当時）のAAA級ポートランド・ビーバーズ（現：ソルトレイク・ビーズ）でプレーした。
引退後は1987年から2年間ミルウォーキー・ブルワーズの一塁コーチ、1997年にボルチモア・オリオールズ傘下のA+級フレデリック・キーズの監督を経て台湾球界で指導者となる。
1999年は高屏雷公で打撃コーチを務め、シーズン終盤には休養した監督山根俊英の代行として12試合で指揮を執った。2000年と2002年は嘉南勇士の監督を務めた。
2017年9月17日、自宅のあるアリゾナ州で亡くなったことが地元新聞社によって報道された。67歳没。

## エピソード
作家の村上春樹は、1978年4月1日、神宮球場でプロ野球開幕戦、ヤクルト対広島戦を観戦中に突然小説を書くことを思い立ったという。それはヒルトンが先頭打者として二塁打を放った瞬間のことであった。
ヒルトンが宿泊している事から遠征先が「ヒルトンホテル」とよばれた事があった。やがて話題が大きくなり、実際のヒルトンホテルが参加。1978年5月14日の横浜大洋ホエールズ戦（明治神宮野球場）にて「ヒルトンデー」として10組限定でカップルにヒルトンホテルのディナー券がプレゼントされ、ヒルトン本人にも券が渡された。
当時ジャズ喫茶を経営していた村上は、できあがった小説『風の歌を聴け』を「勢いのようなもので」文芸誌の新人賞に応募。翌年1979年に同作品が受賞したことにより、作家としてデビューすることとなった。また村上は、1978年の日本シリーズ直前に渋谷区広尾のスーパーマーケットの近くでヒルトンに会ったときの思い出を、「デイヴ・ヒルトンのシーズン」というエッセイの中で語っている。
ヤクルト時代の同僚八重樫幸雄は、ヒルトンについて「ボロボロのグラブを大切にしながら、常にガッツで頑張った。ハートの強さとハングリー精神に溢れた選手だった」と振り返っている。

## 詳細情報

### 年度別打撃成績
| 年 度    | 球 団    | 試 合 | 打 席 | 打 数 | 得 点 | 安 打 | 二 塁 打 | 三 塁 打 | 本 塁 打 | 塁 打 | 打 点 | 盗 塁 | 盗 塁 死 | 犠 打 | 犠 飛 | 四 球 | 敬 遠 | 死 球 | 三 振 | 併 殺 打 | 打 率 | 出 塁 率 | 長 打 率 | O P S |
| -------- | -------- | ----- | ----- | ----- | ----- | ----- | -------- | -------- | -------- | ----- | ----- | ----- | -------- | ----- | ----- | ----- | ----- | ----- | ----- | -------- | ----- | -------- | -------- | ----- |
| 1972     | SD       | 13    | 51    | 47    | 2     | 10    | 2        | 1        | 0        | 14    | 5     | 1     | 0        | 1     | 0     | 3     | 0     | 0     | 6     | 0        | .213  | .260     | .298     | .558  |
| 1973     | SD       | 70    | 258   | 234   | 21    | 46    | 9        | 0        | 5        | 70    | 16    | 2     | 1        | 4     | 0     | 19    | 6     | 1     | 35    | 4        | .197  | .260     | .299     | .559  |
| 1974     | SD       | 74    | 234   | 217   | 17    | 52    | 8        | 2        | 1        | 67    | 12    | 3     | 5        | 3     | 1     | 13    | 1     | 0     | 28    | 5        | .240  | .281     | .309     | .590  |
| 1975     | SD       | 4     | 8     | 8     | 0     | 0     | 0        | 0        | 0        | 0     | 0     | 0     | 0        | 0     | 0     | 0     | 0     | 0     | 0     | 1        | .000  | .000     | .000     | .000  |
| 1978     | ヤクルト | 128   | 568   | 501   | 76    | 159   | 37       | 1        | 19       | 255   | 76    | 6     | 6        | 6     | 6     | 48    | 2     | 7     | 75    | 9        | .317  | .381     | .509     | .890  |
| 1979     | ヤクルト | 105   | 432   | 399   | 59    | 103   | 14       | 3        | 19       | 180   | 48    | 1     | 1        | 5     | 2     | 25    | 0     | 1     | 65    | 7        | .258  | .302     | .451     | .753  |
| 1980     | 阪神     | 18    | 75    | 71    | 8     | 14    | 1        | 1        | 0        | 17    | 4     | 0     | 0        | 0     | 0     | 3     | 0     | 1     | 12    | 1        | .197  | .240     | .239     | .479  |
| MLB：4年 | MLB：4年 | 161   | 551   | 506   | 40    | 108   | 19       | 3        | 6        | 151   | 33    | 6     | 6        | 8     | 1     | 35    | 7     | 1     | 69    | 10       | .213  | .265     | .298     | .564  |
| NPB：3年 | NPB：3年 | 251   | 1075  | 971   | 143   | 276   | 52       | 5        | 38       | 452   | 128   | 7     | 7        | 11    | 8     | 76    | 2     | 9     | 152   | 17       | .284  | .347     | .465     | .812  |

- 各年度の太字はリーグ最高

### 表彰
NPB
- ベストナイン：1回 （1978年）
- 日本シリーズ技能賞：1回 （1978年）

### 記録
NPB初記録
- 初出場・初先発出場：1978年4月1日、対広島東洋カープ1回戦（明治神宮野球場）、1番・遊撃手として先発出場
- 初打席・初安打：同上、1回裏に高橋里志から二塁打
- 初本塁打・初打点：1978年4月2日、対広島東洋カープ2回戦（明治神宮野球場）、2回裏に池谷公二郎から左越逆転3ラン

NPBその他の記録
- オールスターゲーム出場：1回 （1978年）

### 背番号
- 18 （1972年 - 1973年）
- 8 （1974年）
- 10 （1975年、1987年 - 1988年）
- 3 （1978年 - 1979年）
- 42 （1980年）
- 30 （1999年 - 2000年、2002年）